# اسفرات (أرحب)
السفرات الآن غير تابعة لارحب لانهاء تبع خارف اداريآ واخويآ

تعديل مصدري - تعديل

اسفرات هي إحدى قرى عزلة عيال عبد الله بمديرية أرحب التابعة لمحافظة صنعاء، بلغ تعداد سكانها 537 نسمة حسب تعداد اليمن لعام 2004.